# L'urlo della battaglia
L'urlo della battaglia (Merrill's Marauders) è un film del 1962 diretto da Samuel Fuller, ispirato alle "Operazioni speciali" dei Merrill's Marauders, durante la Seconda guerra mondiale, e ritenuto dal critico Mereghetti il migliore tra i film di guerra diretti dal regista statunitense.

## Trama
Birmania, 1944. La brigata del generale Frank Merrill ha condotto una dura offensiva contro l'esercito giapponese ed ora attende l'avvicendamento. Arrivano però nuovi ordini dal comando di corpo d'armata e i soldati americani devono proseguire la campagna con una lunga marcia attraverso paludi e foreste per conquistare Myitkyina. Decimate dalle malattie, dalla fatica e dagli attacchi del nemico, le truppe di Merrill riusciranno ugualmente a raggiungere l'obiettivo finale e a conquistarlo.

## Produzione
Il film venne prodotto dalla Warner Bros., che impose un finale diverso rispetto a quello voluto dal regista. La casa di produzione curò direttamente anche il montaggio della pellicola.

### La morte di Chandler
Il destino di Jeff Chandler ebbe un tragico epilogo nel maggio 1961, dopo un infortunio alla schiena riportato nel corso delle riprese del film. Fu sottoposto a un intervento chirurgico all'ernia del disco, durante il quale sopravvennero gravi complicazioni, con l'irreparabile danneggiamento ad un'arteria, per cui i medici dovettero sottoporre l'attore a ripetute trasfusioni di sangue e a un secondo disperato intervento. Morì il 17 giugno 1961, all'età di soli 42 anni.